# The Cure (canção)
"The Cure" é uma canção da cantora estadunidense Lady Gaga. Escrita por Gaga, Lukas Nelson, Mark Nilan, DJ White Shadow e Nick Monson, e produzida por Nick Monson, Gaga e Detroit City, foi disponibilizada para download digital no dia 16 de abril de 2017, logo após ter sido apresentada ao vivo pela primeira vez durante a performance de Gaga no festival de música Coachella.

## Lançamento
Na madrugada de 1 de março de 2017, Lady Gaga foi confirmada como uma das atrações do festival americano Coachella. Ela entrou na programação para substituir Beyoncé, que cancelou sua participação por conta de sua gravidez. Durante o show no festival, que aconteceu na madrugada do dia 15 para 16 de abril de 2017, Gaga cantou "The Cure" de supresa. Antes de apresentar a canção, ela falou: "Estou tão empolgada para a próxima parte deste show, porque tentei manter isto em segredo por tanto tempo. Estive em estúdio e gostaria de estrear uma nova música".

## Recepção
Após seu lançamento, "The Cure" atingiu o topo do iTunes de 60 países, incluindo Estados Unidos, Inglaterra e Brasil. Com isso, a faixa ficou em primeiro lugar no ranking mundial do iTunes, tornando Lady Gaga a primeira cantora a atingir essa colocação em 2017 até àquele momento, posição que até então permanecia ocupada por "Shape of You", de Ed Sheeran há 97 dias consecutivos.
"The Cure" foi aclamada pela critica especializada. A revista Rolling Stone disse: "a faixa de pop sintético com inspiração de dancehall". A Time disse: "É um hit pop." O jornal Los Angeles Times disse: "um intrigante som midtempo pop-soul. (...) Muito 'Human Nature', de Madonna, com suas orgulhosas texturas sintéticas, também um sinal que a cantora está se distanciando do rock de Joanne". A Billboard disse: "'The Cure' é quase um dancehall apresentada perfeitamente no meio do show e deixou os fãs querendo mais de onde ela veio – aparentemente muitas horas em estúdio, explicou a plateia". A Marie Claire disse: "é uma obra-prima sintética pop que irá ficar na sua cabeça a partir do primeiro segundo que você ouvi-la. A letra é super inspiradora e próximo de todos. A música foi lançada agora você pode ouvir no repeat até seus amigos e família conhecerem todas as letras ou ficarem abusados de você". A V Magazine disse: "a música do verão está aqui. Como você pode imaginar, é tudo sobre o poder da cura do amor e apoio incondicional, uma mensagem que Lady Gaga tem demonstrado durante toda a sua carreira. Aqui, ela canta sobre isso em alto e bom tom". A Forbes disse: “parece que pode ser seu retorno ao caminho da música pop nas rádios. 'The Cure' é instantaneamente uma fatia de pop sintético contaminante que soa como se tivesse saído dos anos 80 para explodir nos rádios dos carros neste verão".

## Música e letra
“The Cure” começa lenta, o primeiro verso é apoiado por estalos de dedos e uma batida eletrônica. A revista V Magazine define a música como "[...] o poder de cura do amor e apoio incondicional, uma mensagem que Gaga passou toda a sua carreira enviando. Aqui, a canção toca em alto e bom som."

## Desempenho nas tabelas musicais

### Posições
| Tabela musical (2017)                                  | Melhor posição |
| ------------------------------------------------------ | -------------- |
| Alemanha (Media Control Charts)                        | 57             |
| Austrália (ARIA Charts)                                | 10             |
| Áustria (Ö3 Austria Top 40)                            | 37             |
| Bélgica (Ultratop 50 de Flandres)                      | 30             |
| Bélgica (Ultratop 40 da Valônia)                       | 39             |
| Canadá (Canadian Hot 100)                              | 37             |
| Coreia do Sul (Gaon Music Chart)                       | 57             |
| Escócia (The Official Charts Company)                  | 4              |
| Eslováquia (IFPI Slovenská Republika)                  | 8              |
| Espanha (Productores de Música de España)              | 4              |
| Estados Unidos (Billboard Hot 100)                     | 39             |
| Estados Unidos (Pop Songs)                             | 28             |
| Estados Unidos (Adult Pop Songs)                       | 34             |
| Finlândia (IFPI Finlândia)                             | 2              |
| França (Syndicat National de l'Édition Phonographique) | 4              |
| Grécia (Greece Digital Songs)                          | 3              |
| Hungria (Magyar Hanglemezkiadók Szövetsége)            | 4              |
| Irlanda (Irish Recorded Music Association)             | 30             |
| Itália (Federazione Industria Musicale Italiana)       | 36             |
| Japão (Japan Hot 100)                                  | 23             |
| Nova Zelândia (NZ Top 10 Heatseekers Singles)          | 3              |
| Países Baixos (MegaCharts)                             | 98             |
| Portugal (Associação Fonográfica Portuguesa)           | 42             |
| Reino Unido (UK Singles Chart)                         | 19             |
| Chéquia (IFPI Česká Republika)                         | 20             |
| Suécia (Sverigetopplistan)                             | 51             |
| Suíça (Schweizer Hitparade)                            | 41             |
| União Europeia (Euro Digital Songs)                    | 7              |

## Certificações
| País (Empresa)             | Certificação               |
| -------------------------- | -------------------------- |
| Austrália (ARIA)           | Platina                    |
| Brasil (Pro-Música Brasil) | Platina                    |
| Itália (FIMI)              | Ouro                       |
| Reino Unido (BPI)          | Prata                      |
| Estados Unidos (RIAA)      | Platina[carece de fontes?] |